# Özbeyli, Köse
Özbeyli là một xã thuộc huyện Köse, tỉnh Gümüşhane, Thổ Nhĩ Kỳ. Dân số thời điểm năm 2008 là 177 người.